# Everything Will Be OK
Pour plus de détails, voir Fiche technique et Distribution.
Everything Will Be OK est un film documentaire cambodgien  écrit et réalisé par Rithy Panh  et sorti en 2022. 
Il est présenté à la Berlinale 2022.

## Fiche technique
- Titre original : Everything Will Be OK
- Réalisation : Rithy Panh
- Scénario : Rithy Panh
- Photographie :
- Montage : Rithy Panh
- Musique : Marc Marder
- Pays d'origine : Cambodge
- Langue originale : cambodgien
- Format : couleur
- Genre : film documentaire
- Durée :
- Dates de sortie :
  - Allemagne : 12 février 2022 (Berlinale 2022)

## Distinction
- Berlinale 2022 : Ours d'argent de la meilleure contribution artistique